# مارتین مولر
مارتین مولر (انگلیسی: Martin Müller؛ زادهٔ ۵ آوریل ۱۹۷۴) دوچرخه‌سوار اهل آلمان است.